# Ruine Bernegg
Die Ruine Bernegg ist die Ruine einer Höhenburg nordöstlich von Hinwil im Kanton Zürich in der Schweiz. Sie ist vom Parkplatz unterhalb Girenbad in einigen Minuten gut zu erreichen. Sie ist ein typisches Beispiel für eine der zahlreichen Rodungsburgen, die im 12. und 13. Jahrhundert in der Region um den Bachtel errichtet wurden, ohne aber je eine historische Bedeutung zu erlangen.

## Anlage

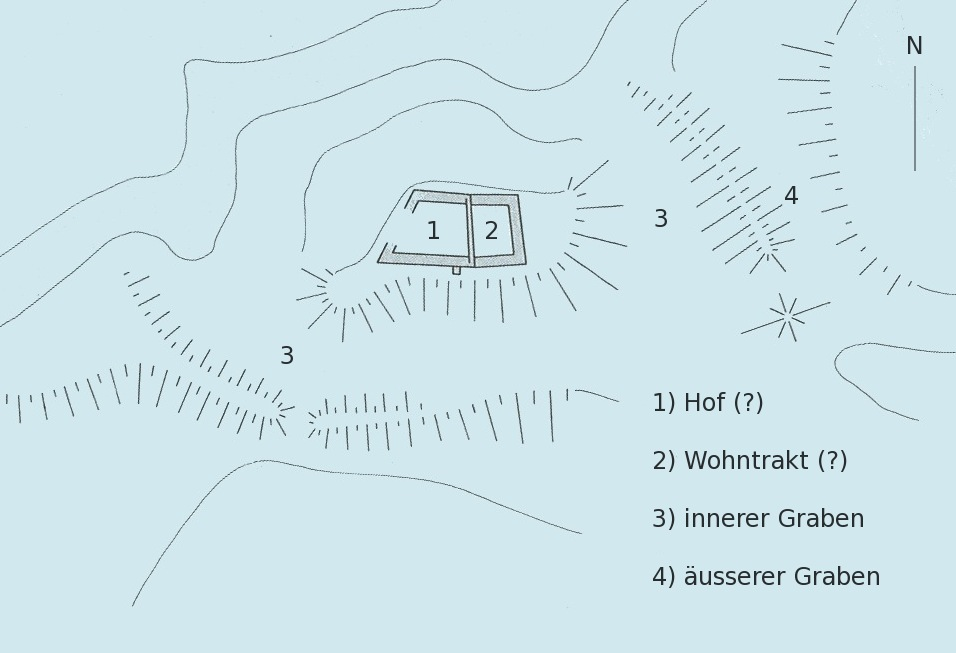
Plan der Burg Bernegg

Die Burg war durch ihre Lage bei 781 m ü. M. auf einer Hügelkuppe auf der Nord- und Nordwestseite am Rand des Wildbachtobels durch einen 40 Meter hohen Steilhang auf natürliche Weise gut geschützt. Auf den anderen Seiten wurden Gräben ausgehoben, die heute noch gut erkennbar sind. Ein zweiter Graben wurde auf der Ostseite angelegt, wo vermutlich der Zugang lag.

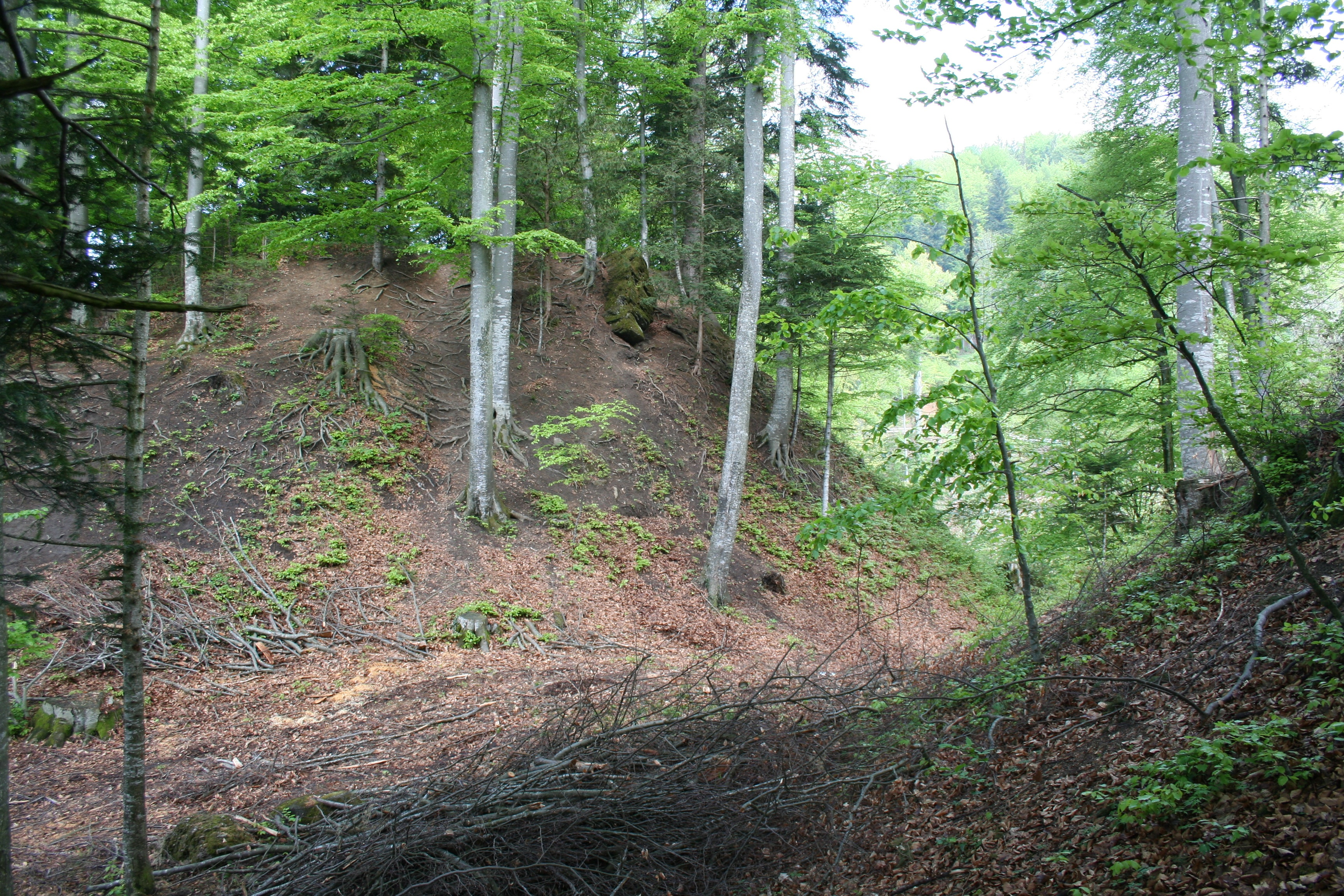
Burghügel und innerer Graben
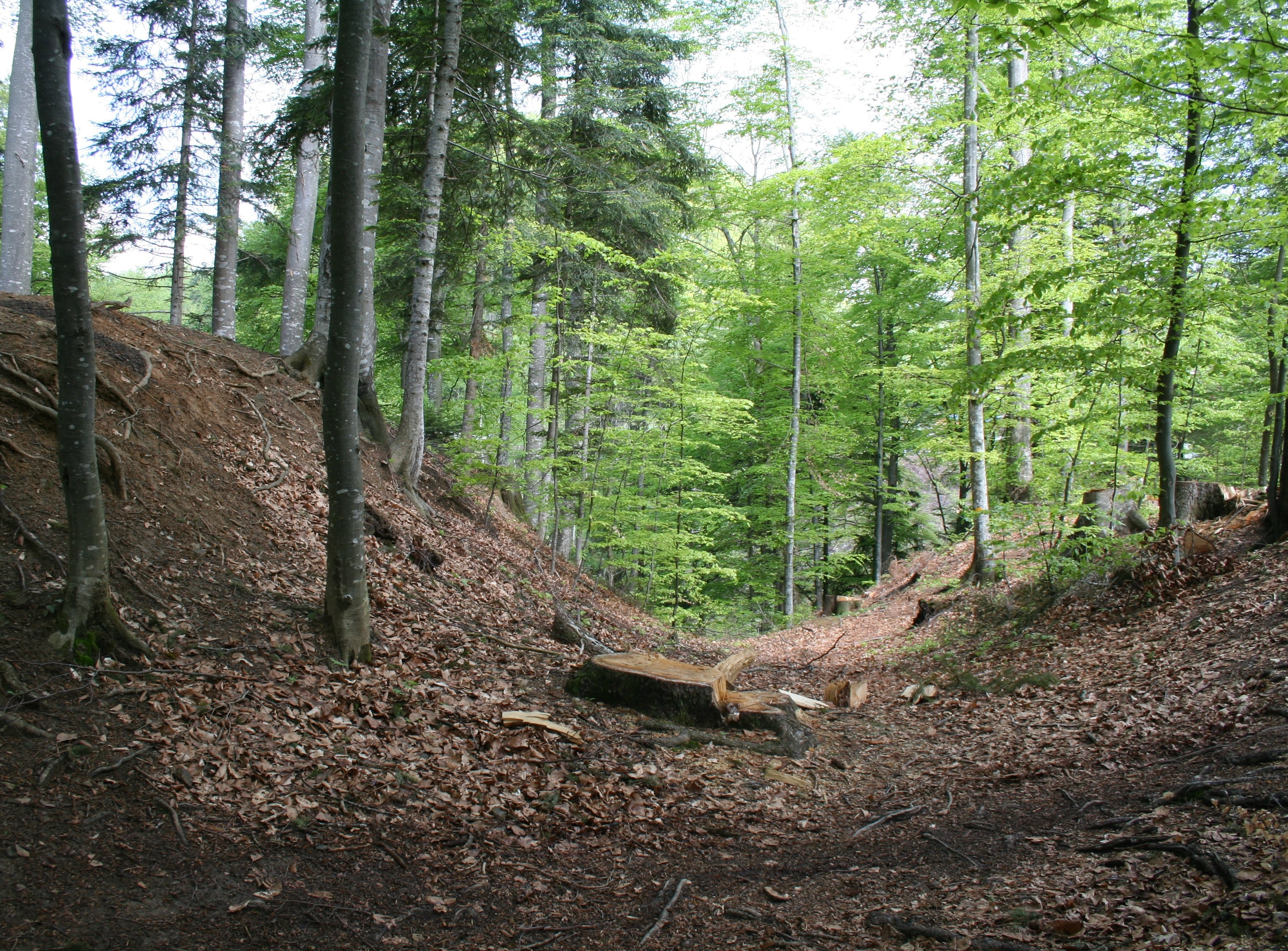
Äusserer Graben
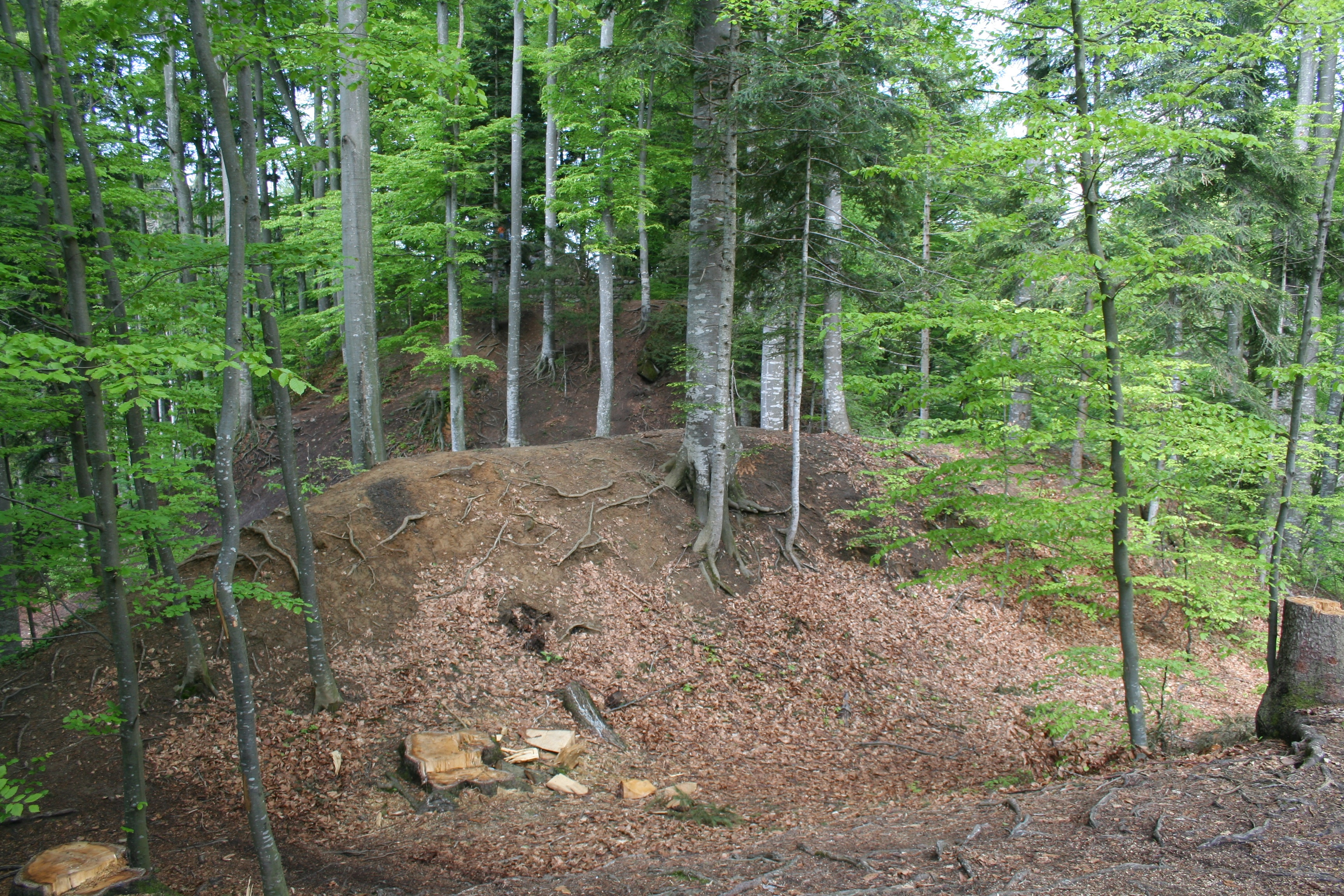
Beide Gräben

Die zweigeteilte trapezförmige Anlage von 25 auf 13,5 Meter folgt auf der Nordseite dem Plateaurand. Die rund 2 Meter dicken Aussenmauern bestanden aus Bollensteinen, Nagelfluh-, Tuff- und Sandsteinblöcken. Im östlichen Teil lag wohl der Wohntrakt, auf der westlichen Hälfte der Burghof mit hölzernen Ökonomiebauten. Auf der West- und Ostseite lagen ausserhalb der Mauern unbefestigte Vorplätze. Die innere Trennmauer und das Tor wurden 1935 aufgrund von Fundstücken rekonstruiert. Ein Bergfried scheint nicht bestanden zu haben.

## Geschichte
Die Herren von Bernegg werden 1229 erstmals urkundlich genannt; die Burg dürfte um die gleiche Zeit gebaut worden sein. Die Herren von Bernegg standen im Dienst des Klosters St. Gallen und der Grafen von Rapperswil. Gleiche Vornamen und gemeinsames Auftreten in Zeugenlisten deuten auf enge Verbindungen zu den Herren von Landenberg.
Der Ertrag der kleinen Herrschaft reichte nicht aus, um der Ritterfamilie längerfristig eine Existenz zu garantieren. Im letzten Drittel des 13. Jahrhunderts mussten immer mehr Güter verkauft werden. Ein Teil des Besitzes wurde bereits 1277 der Johanniterkomturei Bubikon verkauft und 1283 wurde die Burg selbst verkauft. Im Verkaufsvertrag wurde festgehalten, dass die Anlage durch die Herren von Bernegg innert drei Wochen abgebrochen werden müsse: Unde dar nach in drien wochin die burgmure alle unde den bu dar inne sol uf die erde brechin. Das Fehlen von Fundgegenständen deutet darauf hin, dass die Burg vor der Schleifung systematisch geräumt wurde.
Die Herren von Bernegg sind noch bis 1318 nachweisbar. Danach starben sie entweder aus oder lebten anderswo unter anderem Namen weiter. Um 1900 waren keine Mauerresten mehr sichtbar. 1923 wurde Bernegg erstmals ausgegraben, aber eine archäologische Untersuchung blieb aus. Weitere Sanierungen erfolgten 1935 und 1939. 1974 wurde die Anlage letztmals saniert.

Wappen von Bernegg

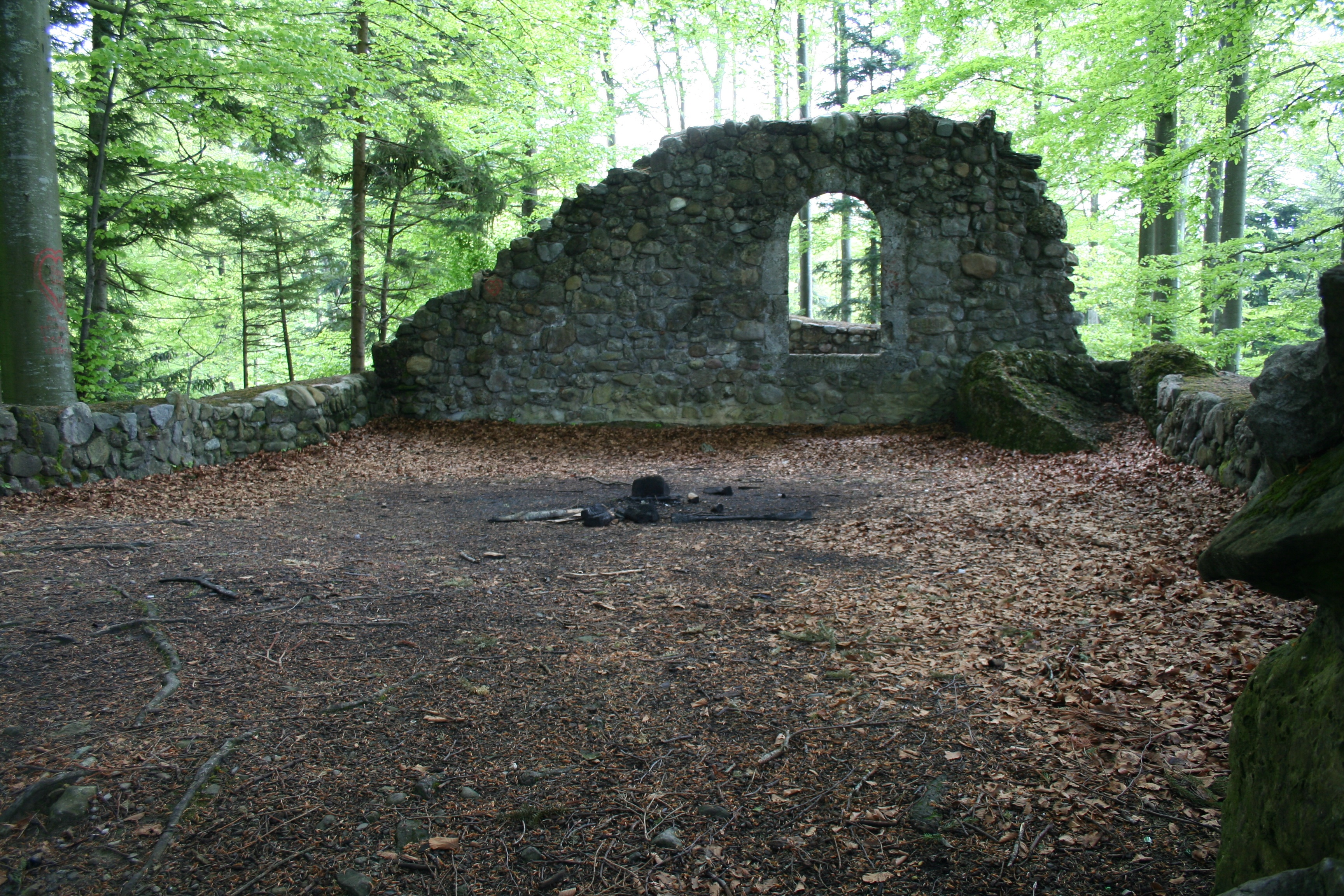
Blick nach Osten
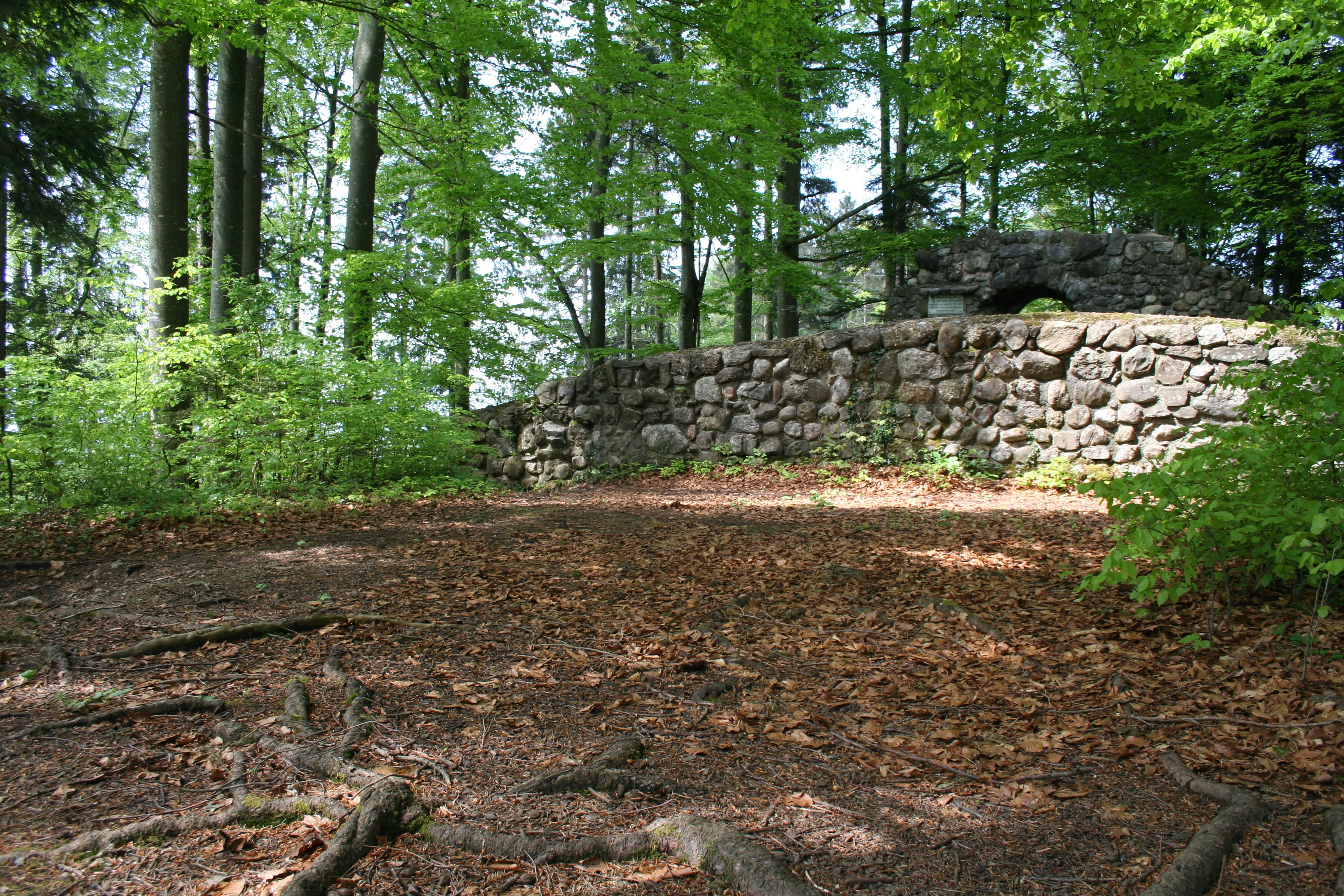
Östlicher Vorplatz
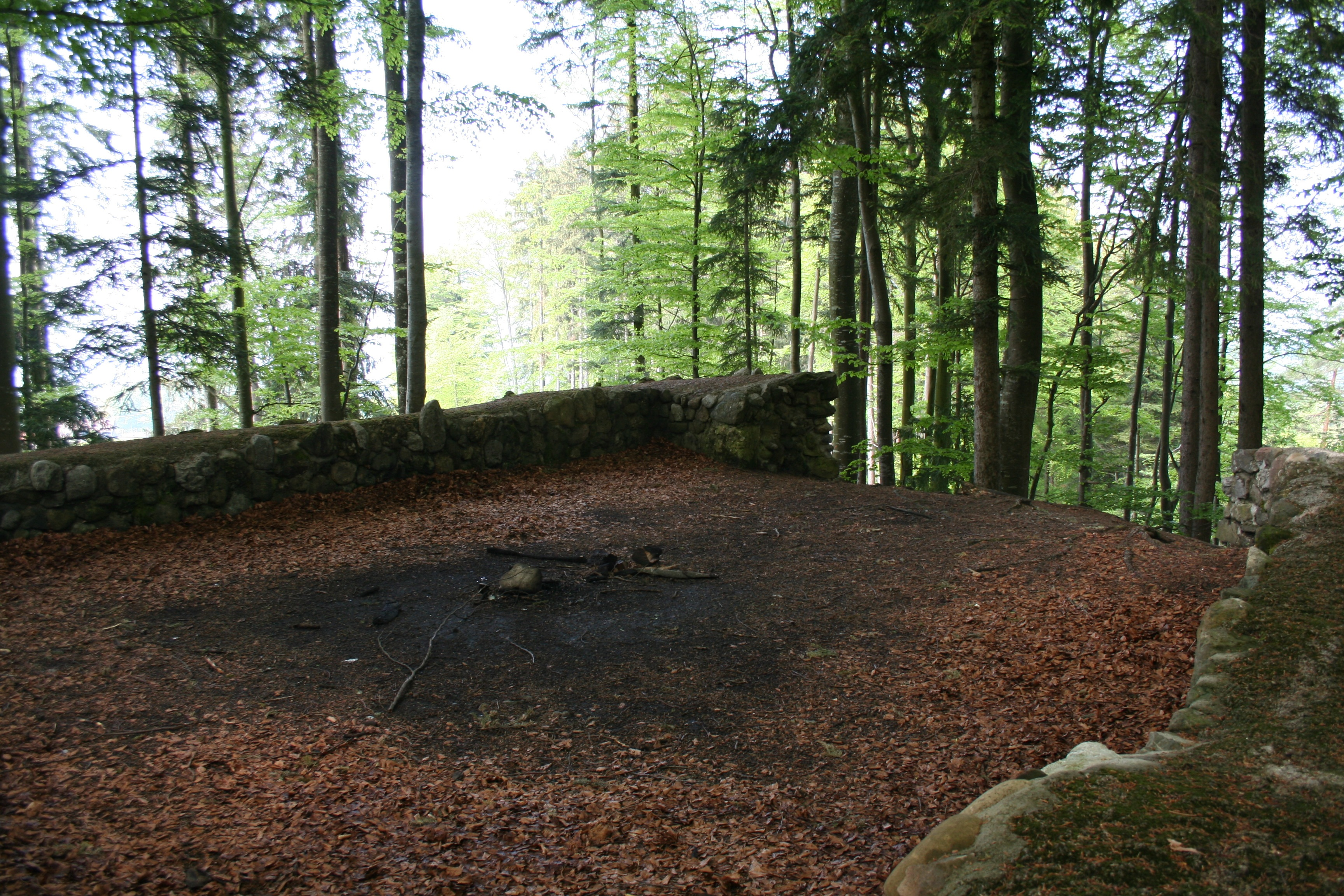
Westecke